# Notre petite fille
Pour plus de détails, voir Fiche technique et Distribution.
Notre petite fille (Our Little Girl) est un film américain réalisé par John S. Robertson, sorti en 1935.
Le rôle principal est interprété par la première enfant star de l'histoire du cinéma, Shirley Temple, alors âgée de 7 ans, qui avait déjà une longue filmographie, et qui connaissait un grand succès auprès du public.

## Synopsis
Molly Middleton (Shirley Temple) vit une vie malheureuse entre les disputes de son père et de sa mère et décide de s'enfuir.

## Fiche technique
- Titre original : Our Little Girl
- Titre français : Notre petite fille
- Réalisation : John S. Robertson
- Scénario et adaptation : Stephen Avery et Allen Rivkin d'après l'histoire Heaven's Gate de Florence Leighton Pflazgraf
- Coscénariste : Allen Rivkin
- Producteur : Edward Butcher
- Société de production : Twentieth Century Fox
- Durée : 65 minutes
- Année : 1935

## Distribution
- Shirley Temple : Molly Middleton
- Rosemary Ames : Elsa Middleton
- Joel McCrea : Dr Donald Middleton
- Lyle Talbot : Rolfe Brent
- Erin O'Brien-Moore : Sarah Boynton
- Margaret Armstrong : Amy
- Rita Owin : Alice
- Leonard Carey : Jackson
- J. Farrell MacDonald : M. Tramp 'Hobo'